# تویشرن
شهر تویشرن (به آلمانی: Teuchern) در ایالت زاکسن-آنهالت در کشور آلمان واقع شده‌است.